# Rocco Casalino
Pour les articles homonymes, voir Casalino (homonymie).
 (mai 2019).
Si vous disposez d'ouvrages ou d'articles de référence ou si vous connaissez des sites web de qualité traitant du thème abordé ici, merci de compléter l'article en donnant les références utiles à sa vérifiabilité et en les liant à la section « Notes et références ».
Rocco Casalino (né le 1er juillet 1972 à Frankenthal, Allemagne de l'Ouest), est une personnalité de la télévision et un consultant politique italien, membre du Mouvement 5 étoiles.